# ذي قبول (ذي السفال)

تعديل مصدري - تعديل

ذي قبول محلة تابعة لقرية الحجر، التابعة لعزلة الدخال بمديرية ذي السفال إحدى مديريات محافظة إب في الجمهورية اليمنية، بلغ تعداد سكانها 131 حسب تعداد اليمن لعام 2004.